# Alfredo M. Bonanno
Pour les articles homonymes, voir Bonanno.
Alfredo Maria Bonanno, né le 4 mars 1937 à Catane en Sicile et mort le 6 décembre 2023 à Trieste (Frioul-Vénétie Julienne), est un anarchiste italien.
Accusé d’avoir effectué des braquages, il fait plusieurs séjours en prison en Italie et en Grèce.
Auteur de nombreux essais, il est considéré comme l'un des théoriciens majeurs de l'anarchisme insurrectionnaliste.

## Biographie
Alfredo Maria Bonanno est l'auteur de pamphlets tels que La Joie Armée (pour lequel il fut emprisonné 18 mois par le gouvernement italien), La Tension anarchiste ou Le Projet insurrectionnel. Il est également éditeur reconnu des Edizioni Anarchismo, pour lesquelles il réalise des travaux de traduction d'auteurs anarchistes. Si ses travaux sont très peu traduits en français en raison de la faiblesse du mouvement anarchiste insurrectionnaliste en France, ils sont par contre traduits et connus des mouvements anarchistes insurrectionnalistes anglais, américains, croates, hispanophones, etc.
Alfredo M. Bonanno fut parmi les centaines d'anarchistes italiens arrêtés la nuit du 19 juin 1997, lorsque les forces de sécurité italiennes raflèrent les habitations collectives et particulières d'une très grande partie du mouvement anarchiste insurrectionnaliste à travers l'Italie. Ces arrestations massives faisaient suite à l'attentat du Palazzo Marino à Milan du 25 avril 1997. Le 2 février 2003, Alfredo M. Bonanno sera condamné à six années de prison ferme et à 3 000 € d'amende pour des braquages. Ces charges sont relatives au « Procès ROS-Marini » durant lequel les anarchistes furent accusés d'appartenir à un groupe de lutte armée nommé « ORAI » (Organisation Révolutionnaire Anarchiste Insurrectionnaliste) dont Bonanno aurait été, selon la justice, le meneur. Les anarchistes ne cessèrent de dénoncer ce qu'ils voyaient là comme une manipulation étatique pour venir à bout d'eux. L'« ORAI » n'ayant, selon eux, jamais existé.
Le 2 octobre 2009, Alfredo M. Bonanno est arrêté par la police anti-terroriste à Trikala (en Thessalie) en compagnie de l'anarchiste grec Christos Stratigopoulos, elle l'accuse d'un braquage de banque à main armée dont le butin est estimé par la police à 47 000 euros. Il est condamné le 23 octobre 2010 à quatre ans de prison avant d'être libéré en 2010 en raison de son âge.

## Publications
(septembre 2024).
Alfredo M. Bonanno est un auteur très actif, cependant très peu de ses essais ont été traduits en français.
- Alfredo M. Bonanno, La Joie armée, Genève, Entremonde, 2010 (1re éd. 1977) (lire en ligne) ;
- Alfredo M. Bonanno, Et nous serons toujours prêts à nous emparer encore une fois du ciel : Contre l'amnistie, Athènes, Éditions Gaston Lagaffe, 2011 (1re éd. 1984) (lire en ligne) ;
- Alfredo M. Bonanno (trad. de l'italien par Le Cri du Dodo), « Spazio e capitale » [« Espace et capital »], Anarchismo, no 56,‎ 1987[4] ;
- Alfredo M. Bonanno, « Une question de classe », Insurrection, no 5,‎ 1988[5] ;
- Alfredo M. Bonanno, Détruisons le travail, Paris, Zanzara athée, 2006 (1re éd. 1994) (lire en ligne) ;
- (it) Alfredo M. Bonanno, Io so chi ha ucciso il commissario Luigi Calabresi [« Je sais qui a tué le commissaire Luigi Calabresi »], Trieste, Edizioni Anarchismo, 2007[6] ;
- Alfredo M. Bonanno (trad. de l'anglais par Le Cri du Dodo), « Struggle for self-managed social spaces » [« Occupation et défense des espaces autogérés »], Deranged, no 0,‎ 2007[7] ;
- Alfredo M. Bonanno, Mais les anarchistes ne votent pas ?, Paris, Attaque, 2017 (1re éd. 1995) (lire en ligne) ;
- Alfredo M. Bonanno, Dissonances, Paris, Ravage Éditions, 2010 (1re éd. 2009) (lire en ligne) ;
- Alfredo M. Bonanno, Qui a peur de l'insurrection ?, Bruxelles, Tumult, 2012 :
  - Réédition : Alfredo M. Bonanno, Anarchisme et insurrection, Bruxelles, Tumult, 2020, 176 p.[8] ;
- Alfredo M. Bonanno, L'hôte inattendu, Bruxelles, Tumult, 2018, 363 p.[9].

Il participe également à l'ouvrage : Collectif, L’Anarchisme contre l’antifascisme, 2009 (lire en ligne).